# 张涛 (1974年)
张涛（1974年7月—），男，山东文登人，中华人民共和国外交官，曾任中华人民共和国驻伊拉克共和国特命全权大使，现任中国驻埃及大使馆公使。

## 生平
1997年，进入中华人民共和国外交部工作，先后在驻苏丹大使馆、外交部西亚北非司、驻伊拉克大使馆、驻美国大使馆任职。2014年，任中国驻土耳其大使馆参赞，后升任公使衔参赞。2017年，任外交部西亚北非司参赞。2019年3月，出任中华人民共和国驻伊拉克大使。2022年2月，自驻伊拉克大使离任。同年，任中国驻埃及大使馆公使。

## 家庭
已婚，有一女。